# 과잉금지의 원칙
과잉금지의 원칙(過剩禁止의 原則) 또는 비례의 원칙은 국민의 기본권을 제한하는 법이 헌법적으로 인정을 받으려면 목적의 정당성, 수단의 적합성, 침해의 최소성, 법익의 균형성 이 4가지 요건을 모두 갖춰야 한다는 헌법상의 원칙을 말한다. 대한민국 헌법 제37조 제2항이 이 원칙을 명시적으로 선언하고 있다.
행정법 총론 상에서의 이론에서는 비례의 원칙으로 표현한다. 비례의 원칙은 행정목적과 그 행정목적을 달성하려는데 필요한 행정수단 간에는 합리적인 비례관계가 있어야 한다는 원칙이다. 여기서, 4가지 요건은 적합성, 필요성(침해의 최소성), 상당성(법익의 균형성)으로 표현하나, 이 표현은 목적의 정당성과 수단의 적합성, 최소성, 균형성과 동일하다. 
적합성은 행정수단은 그 목적을 달성하는데 적합한 수단이어야 한다는 점이다. 이는 가장 낮은 단계의 비례의 원칙의 요건이다. 
필요성은 행정수단은 행정목적을 달성하는데 필요한 만큼만 행사되어야 하고, 필요 이상으로는 행사되어서는 안된다는 원칙이다. 
상당성은 행정목적을 통해 달성되는 공익이 침해받는 상대방의 사익과 비교하여 현저히 커야 한다는 원칙이다.  
예를 들어서, 2019두59851 판례인 지방자치단체에서 남녀독서실에 남녀가 혼석하는 것을 성폭력 등 범죄 예방을 위해 조례로 금지하며, 이를 위반한 때에는 영업 정지나 취소를 한다고 규정하여, 상대방인 독서실 영업자가 정지 처분을 받았을 경우, 이때 비례의 원칙 적용은 다음과 같다.  
적합성: 행정수단은 행정목적의 달성을 위해 적합한 수단이어야 하는데, 남녀혼석을 금지하는 행정수단으로 성폭력을 달성할 수 있다는 목적을 달성할 수 있다는 인과관계가 부재하여 적합하다고 보기 어렵다.  
필요성(침해의 최소성): 행정수단은 그 행정목적을 달성하는데 필요한 만큼만 행사되어야 하지만, 해당 조례에서는 남녀혼석에서 미성년자 간에 금지를 시킬지, 지적장애 같은 사람 간에 성별만을 금지할 지 등등 필요한 만큼만 행사하지 않았고, 필요 이상으로 행사하였다.  
상당성: 행정목적을 통해 달성되는 공익이 침해받는 상대방의 사익과 비교하여 현저하게 커야 하지만, 정작 행정목적으로 달성된 이익보다 상대방의 영업정지 또는 취소로 상대방의 이익이 더 침해되었다.  
또한, 비례의 원칙은 행정지도에도 적용이 된다. 따라서, 행정지도는 그 행정목적을 달성하는데 최소한도에 그쳐야 한다.   

## 대한민국
비례원칙은 초기에는 침익적 영역(경찰작용, 행정강제 등)에서 주로 적용되었지만 오늘날에는 수익적 작용으로서의 급부행정 등 모든 행정영역에 적용되고 있다.
과잉금지의 원칙은 기본권 제한 법률의 위헌성 심사에서 핵심적인 지위를 점하고 있다.

## 영미법
영미법에서 헌법이론으로 자주 논의되는 자유 규제에 대한 규제 원칙으로는, 명백하고 현존하는 위험의 원칙(The Doctrine of Clear and Present Danger), 과도한 광범성의 원칙(The Overbreadth Doctrine), 막연하기 때문에 무효의 원칙(The Void-for Vagueness Doctrine, 명확성의 원칙), 덜 제한적인 규제의 원칙(The Less Restrictive Alternative, LRA, 과잉금지의 원칙) 등이 있다.

## 판례
- 주유소영업의 양도인이 등유가 섞인 휘발유를 판매한 바를 모르고 이를 양수한 석유판매업자에게 전 운영자의 위법사유를 들어 사업정지기간 중 최장기간인 6개월의 사업정지에 처한 처분은 비례의 원칙을 위반한 위법한 처분이다.[4]
- 공무원이 단 1회 훈령을 위반하여 요정(料亭)을 출입하였다는 사유만으로 한 파면처분은 비례원칙위반으로서 재량권의 범위를 넘은 위법한 처분이다.[5]
- 문화재의 은닉이나 도굴된 문화재인 정을 알고 보유 또는 보관하는 행위의 태양이 매우 다양함에도 구체적 행위 태양이나 적법한 보유권한의 유무 등에 관계없이 필요적 몰수형을 규정한 문화재보호법 조항은 형벌 본래의 기능과 목적을 달성함에 있어 필요한 정도를 현저히 일탈하여 지나치게 과중한 형벌을 부과하는 것으로 책임과 형벌간 비례원칙에 위배된다[6]

## 같이 보기
- 사이버 범죄 조약

## 참고 문헌
- 김철용, 행정법, 고시계사, 2012. ISBN 9788958223832
- 김철용, 행정법입문, 고시계사, 2010. ISBN 9788958223061